# Sphenomorphus bignelli
Sphenomorphus bignelli är en ödleart som beskrevs av  Schmidt 1932. Sphenomorphus bignelli ingår i släktet Sphenomorphus och familjen skinkar. Inga underarter finns listade i Catalogue of Life.